# フッ化ネプツニウム(IV)
フッ化ネプツニウム(IV)(Neptunium(IV) fluoride)は、化学式NpF4の無機化合物である。緑色の塩であり、フッ化ウラン(IV)と同形である。

## 合成

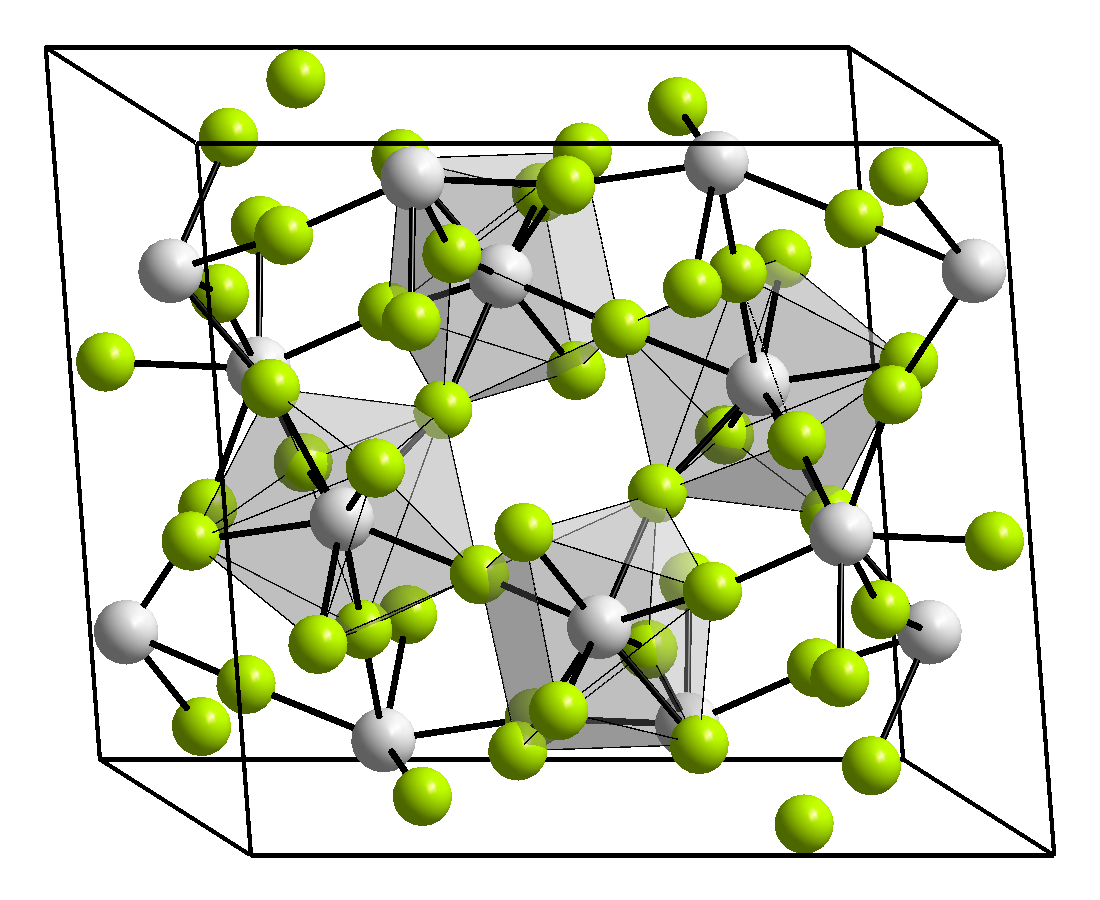
Alternative view of the structure of solid NpF_{4}.

フッ化ネプツニウム(IV)は、フッ化ネプツニウム(III)または酸化ネプツニウム(IV)と、酸素とフッ化水素の気体の混合物を500℃で反応させることで合成できる。
{\displaystyle \mathrm {4\ NpF_{3}\ +\ O_{2}\ +\ 4\ HF\ \longrightarrow \ 4\ NpF_{4}\ +\ 2\ H_{2}O} }
酸化ネプツニウム(IV)をフッ化水素で処理することでも得られる。
{\displaystyle \mathrm {NpO_{2}\ +\ 4\ HF\ \longrightarrow \ NpF_{4}\ +\ 2\ H_{2}O} }